# Vereinigung für analytische und tiefenpsychologisch fundierte Kinder- und Jugendlichen-Psychotherapie in Deutschland
Die Vereinigung für analytische und tiefenpsychologisch fundierte Kinder- und Jugendlichen-Psychotherapie in Deutschland e. V. (VAKJP)  ist ein Berufs- und Fachverband der Kinder- und Jugendlichen - Psychotherapeuten/innen in Deutschland. Die Mitgliederzahl beträgt 1723 (Stand 18.08.2025).

## Geschichte
Gegründet wurde der Verband 1953 als Vereinigung Deutscher Psychagogen e. V., aus der 1975 die Vereinigung Analytischer Kinder- und Jugendlichen - Psychotherapeuten in Deutschland e. V. hervorging. Die VAKJP fördert die fachliche Aus-, Fort- und Weiterbildung der analytischen und tiefenpsychologischen Kinder- und Jugendlichen-Psychotherapie. Sie veranstaltet regelmäßig Fachtagungen, Kongresse und Fortbildungen. 
Im April 2023 stimmten die Mitglieder einer erneuten Namensänderung zu. Der Name des Vereins lautet seitdem: Vereinigung für analytische und tiefenpsychologisch fundierte Kinder- und Jugendlichen-Psychotherapie in Deutschland e. V. (VAKJP). Die VAKJP ist die Deutsche Gesellschaft für die Psychoanalyse, Tiefenpsychologie und Psychotherapie des Kindes- und Jugendalters.

## Aufgaben und Ziele
Die VAKJP vertritt die beruflichen Interessen seiner Mitglieder gegenüber der Öffentlichkeit, der Politik, den Krankenkassen, den Psychotherapeutenkammern und den Kassenärztlichen Vereinigungen. Außerdem unterstützt der Verband die Weiterentwicklung des Berufes und psychotherapeutische Forschungsprojekte. Der Verband setzt sich für die Verbesserung der psychotherapeutischen Versorgung von Kindern und Jugendlichen in Deutschland ein und sichert über die VAKJP-Institute die fachlichen Qualitätsstandarts der Aus- und Weiterbildung. Des Weiteren unterstützt die VAKJP den Erhalt der Psychotherapie als Regelleistung in der gesetzlichen Krankenversicherung (GKV) und eine empirisch begründete eigene Bedarfsplanung für Kinder- und Jugendlichen-Psychotherapie.

## Bundesvorstand
Der aktuelle Bundesvorstand besteht aus zwei Personen. Seit 2021 ist Bettina Meisel die Vorsitzende der VAKJP. Stellvertretende ist Tanja Maria Müller aus Frankfurt.

## Geschäftsstelle
Die Geschäftsstelle des Vereins befindet sich in Berlin in der Kantstraße 54, 10627 Berlin. 

## Gremien der VAKJP
- Die Mitgliederversammlung ist das oberste Organ der 'VAKJP. Als ordentliche Mitgliederversammlung findet sie einmal jährlich im Rahmen der wissenschaftlichen Jahrestagung des Verbandes statt.
- Dem Beirat der VAKJP gehören die Vertreter:innen der Landesverbände der VAKJP, die Bundeskandidatensprecherinnen, die Forschungsbeauftragte der VAKJP sowie ein:e Vertreter:in der Deutschen Gesellschaft für Psychoanalyse, Psychotherapie, Psychosomatik und Tiefenpsychologie e. V. (DGPT) an. Zu seinen Aufgaben zählt die Unterstützung und Beratung des Vorstandes mit Empfehlungen und Stellungnahmen.
- Der Sektion Ausbildung gehören alle Ausbildungsinstitute für Kinder- und Jugendlichen-Psychotherapie an, die Mitglied der VAKJP sind. Die Sektion Ausbildung trifft sich zweimal im Jahr, ihr gehören Vertreter:innen der Institute sowie die Vertreter:innen der Ausbildungskandidaten an.
- Einmal im Jahr befasst sich die Jahrestagung der VAKJP mit aktuellen Fragestellungen zum Thema Kinder- und Jugendlichen-Psychotherapie sowie Fachthemen aus Wissenschaft und Forschung. 2023 fand die Jubiläumstagung zum 70. Geburtstag der VAKJP statt. Thema des Kongresses war die Psychoanalyse mit Kindern und Jugendlichen in Zeiten von Umbrüchen und Herausforderungen.[6]

## Wissenschaft und Forschung
Die VAKJP sieht es als wichtige Aufgabe an, sich aktiv an der Evaluierung der psychotherapeutischen Behandlungsverfahren zu beteiligen, um so zu ihrer Verbesserung und wissenschaftlichen Aktualisierung beizutragen. Außerdem fördert die VAKJP die wissenschaftliche Forschung auf dem Gebiet der Psychoanalyse und Tiefenpsychologie des Kindes- und Jugendalters und hat dazu eine Forschungsbeauftragte (aktuell Dr. phil. Carola Cropp) und einen Beirat für Forschung und Wissenschaft berufen. Gemäß den Anforderungen der Evidence-Based Medicine, der Leitlinien-Systematik und der von G-BA (Gemeinsamer Bundesausschuss Ärzte/Zahnärzte/Psychotherapeuten/Krankenkassen/Krankenhäuser) und WBP (Wissenschaftlicher Beirat nach §11 PsychThG) geforderten Wirksamkeitsbelege zu klinischen Störungsbildern hat die 'VAKJP  eine  Reihe von Wirksamkeitsstudien gefördert.

## Mitgliederrundschreiben
In den Mitgliederrundschreiben informiert die 'VAKJP ihre Mitglieder über Diskussionen und Emtwicklungen in aktuellen Bereichen der Berufspolitik, der Forschung und Wissenschaft, der Psychoanalyse sowie des verbandsinternen Lebens.

## Kooperationen
Eng arbeitet die VAKJP mit dem Dachverband der deutschen Psychoanalytikerinnen und Psychoanalytiker für Erwachsene und der tiefenpsychologisch fundiert tätigen Psychotherapeutinnen und Psychotherapeuten für Erwachsene zusammen. 